# Spicospina
Spicospina là một chi động vật lưỡng cư trong họ Myobatrachidae, thuộc bộ Anura. Chi này có 1 loài và 100% bị đe dọa hoặc tuyệt chủng.